# أوريس
بلدية أوريس (بالإسبانية: Orés) هي بلدية تقع في مقاطعة سرقسطة التابعة لمنطقة أراغون شمال شرق إسبانيا.

## الديموغرافيا
بلغ عدد سكان بلدية أوريس 107 نسمة عام 2011 (وفقاً للمعهد الوطني الإسباني للإحصاء).
| 108 | 103 | 116 | 109 | 106 | 101 | 107 |